# Oudste Dryas
| Serie                                        | Etage       | Sub-etage          | Chronozone   | Tijd geleden (jaar BP) |
| -------------------------------------------- | ----------- | ------------------ | ------------ | ---------------------- |
| Holoceen                                     | Holoceen    | Holoceen           | Preboreaal   | 10.640 - 11.650        |
| Pleistoceen                                  | Weichselien |                    |              |                        |
| Pleistoceen                                  | Weichselien | Laatglaciaal       | Jonge Dryas  | 11.650 - 12.850        |
| Pleistoceen                                  | Weichselien | Laatglaciaal       | Allerød      | 12.850 - 13.900        |
| Pleistoceen                                  | Weichselien | Laatglaciaal       | Oude Dryas   | 13.900 - 14.000        |
| Pleistoceen                                  | Weichselien | Laatglaciaal       | Bølling      | 14.000 - 14.650        |
| Pleistoceen                                  | Weichselien | Laat Pleniglaciaal | Oudste Dryas | 14.650 - ~15.000       |
| Blauw: Koud - Roze: Warm (kolom Chronozones) |             |                    |              |                        |

De Oudste Dryas of het Oudste Dryas-stadiaal is het eerste van drie stadialen (koudere periodes) aan het einde van het Weichselien, het laatste glaciaal (vaak wordt een glaciaal "ijstijd" genoemd). In deze laatste fase van het Weichselien volgden warmere en koudere perioden elkaar op. De Oudste Dryas wordt gevolgd door het Bølling-interstadiaal.

## Datering
In tijdschalen voor Noord-Europa valt de Oudste Dryas vóór 14,7 ka geleden. Gekalibreerde dateringen van sedimenten uit het Meer van Neuchâtel geven 14.650 jaar BP (cal) voor het einde van de Oudste Dryas. In de Zuid-Chinese Zee is 14.700 gevonden, ijskernen van Antarctica geven 14.600 en een ijskern van Groenland 14.670. De Oudste Dryas wordt in de Engelstalige literatuur vaak als de eerste periode gezien na het Pleniglaciaal, in Duitsland wordt echter vaak nog met een Meiendorf-interstadiaal ervoor gerekend. In ieder geval was het klimaat geleidelijk steeds warmer geworden na het koude maximum rond 18 ka  geleden. De drie Dryas-stadialen vormden onderbrekingen in deze trend.
Het einde van de Oudste Dryas is gekenmerkt door een snelle opwarming.

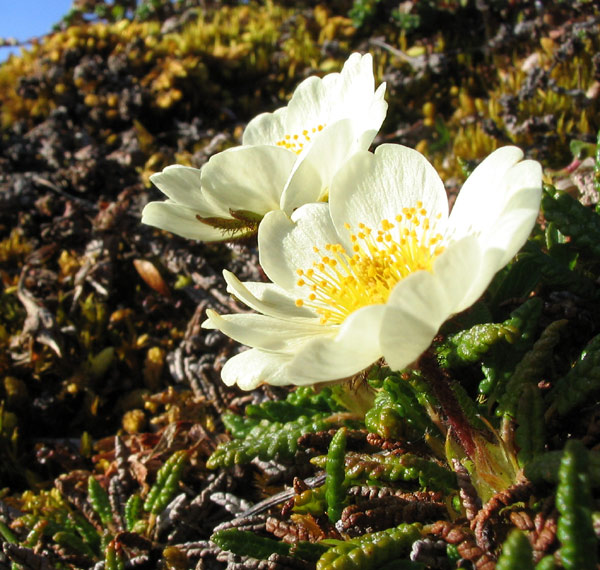
Zilverkruid (Dryas octopetala) is de naamgever van de drie Dryas-stadialen. Het plantje groeit in toendra's en hooggebergtes.

## Klimaat en vegetatie
Tijdens de Oudste Dryas bestond Noord-Europa uit toendra en poolwoestijn; Nederland, België, Duitsland, Polen, de Britse Eilanden en de (droogliggende) Noordzee waren ermee bedekt. Kenmerkende planten voor toendra zijn grassen, alsem, dwergberk (Betula nana), dwergwilg (Salix retusa) en zilverkruid (Dryas octopetala).
Veel soorten dieren en planten die tijdens de koude pleniglaciale periode in Zuid-Europa waren teruggedrongen, koloniseerden daarna weer de noordelijkere gebieden. Een voorbeeld is de bruine beer, die volgens genetisch onderzoek in Moldavië zijn toevlucht had gezocht. Ondanks de koude tijdens de Oudste Dryas bleven soorten als de mammoet, muskusos en wolharige neushoorn toch aanwezig in Noord-Europa.

## Mensen
De Oudste Dryas valt in het laatste deel van het Paleolithicum (oude steentijd). De mens kwam tijdens de koude Oudste Dryas slechts zelden zo ver noordelijk als de gebieden rond de tegenwoordige Noordzee. In het zuiden van Frankrijk bloeide echter de Magdaléniencultuur. Ten zuiden van de Karpaten was de Epigravettiencultuur ontstaan. Deze culturen waren alle uitingen van de cro-magnonmensen, de neanderthalers waren in deze tijd al uitgestorven.